# 松濤館流
松濤館流，也被稱為松濤館空手，為最早創立的日本空手道流派，空手道也是由他們所命名並聞名於世。現今為日本最主要的四大流派之一（松濤館流、剛柔流、糸東流、和道流），也是目前世界上學員人數最多的空手道流派，創始人為船越義珍。

## 歷史
船越義珍（容宜仁）是首位將琉球首里手古武術傳至日本的先驅。他在日本關東地區的大學中推廣空手道，最早稱為唐手，1929年正式改名空手。船越義珍擁有許多的學生，學生為他集資設立道館，以容宜仁的號「松濤」為名，這也是日後松濤館流的由來。
西元1945年在二次大戰結束之後，船越義珍及其學生中山正敏、金澤弘和、淺井哲彥等人，成立JKA日本空手協會。1955年由片岡讓出資並提供場地在東京四谷成立日本空手協會總本部道場。船越義珍的學生不但傳承了船越義珍的武技，同時有計劃的培訓師資。1956年，JKA日本空手協會開始研修生制度，金澤弘和與淺井哲彥皆是其中的代表人物。通過研修生制度培育出的師資，被派遣到其他國家傳播空手道。
容宜仁的弟子後來開創出許多不同的空手道國際組織，但是他們共同尊奉容宜仁為他們的開山始祖，使松濤館流成為國際上最流行的空手道流派。
其中最主要的組織是由故中山正敏為首的JKA日本空手協會、故金澤弘和為首的SKIF國際松濤館空手道連盟與故淺井哲彥創立的JKS日本空手松濤連盟。

## 型
- 平安初段~五段
- 鐵騎初段~三段
- 拔塞大
- 拔塞小
- 觀空大
- 觀空小
- 燕飛
- 慈恩
- 十手
- 半月
- 五十四步大
- 五十四步小
- 岩鶴
- 壯鎮
- 珍手
- 慈蔭
- 二十四步
- 明鏡
- 雲手
- 王冠
- 百八步

## 外部連結
- 日本空手協会 （页面存档备份，存于）
- 全日本空手道松濤館 （页面存档备份，存于）
- 日本空手松涛連盟 （页面存档备份，存于）